# Rheumatobates palosi
Rheumatobates palosi är en insektsart som beskrevs av Willis Blatchley 1926. Rheumatobates palosi ingår i släktet Rheumatobates och familjen skräddare. Inga underarter finns listade i Catalogue of Life.